# Свибло (озеро)
Свибло — озеро в Себежском районе на юге Псковской области.
Площадь — 13,5 км², максимальная глубина — 11 м, средняя глубина — 3,5 м.
Проточное. Через реку Свиблянка и (предварительно через озёра Могильно и Сутоки) реку Неведрянка соединяется с рекой Великая.
Тип озера лещово-плотвичный с уклеей. Массовые виды рыб: щука, лещ, плотва, окунь, густера, ёрш, красноперка, карась, линь, вьюн, язь, налим, верховка, щиповка, пескарь; широкопалый рак.